# نعيش معا، نموت وحدنا
"نعيش معًا، نموت وحدنا" هي الحلقة الختامية للموسم الثاني من المسلسل التلفزيوني لوست الذي يعرض على قناة ABC، وتتكون من الحلقتين 23 و24 من الموسم الثاني، والـ48 والـ49 بشكل عام في المسلسل. كُتبت الحلقة بواسطة دامون ليندلوف وكارلتون كيس، وأخرجها جاك بيندر. عُرضت لأول مرة في الولايات المتحدة في 24 مايو 2006 على قناة ABC، وشاهدها 17.84 مليون مشاهد، وحصلت على تقييمات إيجابية.
تستعرض الفلاش باك كيف وصل ديزموند إلى الجزيرة. في الوقت الحاضر، يعود ديزموند دون قصد إلى الشاطئ وينضم إلى لوك لمساعدته في التوقف عن الضغط على الزر في الفتحة. وفي نفس الوقت، ينطلق مجموعة من الناجين في محاولة لإنقاذ ابن مايكل، والت، من قبضة "الآخرين".

## القصة

### الفلاشباك
في عام 2001، يتم إطلاق سراح ديزموند هيوم (هنري إيان كوسيك) من سجن عسكري مع فصل غير مشرّف، لأسباب غير معروفة. عند مغادرته، يقابل تشارلز ويدمور (آلان ديل) الذي يكشف أنه منع التواصل بين ابنته بينيلوب (سونيا والغر) وديزموند أثناء وجوده في السجن، ويحذره بشدة من محاولة استعادة العلاقة. يرغب ديزموند في إثبات أنه ليس جبانًا، فيسافر من المملكة المتحدة إلى الولايات المتحدة للتدريب على سباق إبحار حول العالم، برعاية ويدمور. يلتقي بـ ليبي (سينثيا واتروس) في مقهى، وتهبه ليبي يختًا كان مملوكًا لزوجها المتوفى. أثناء تدريبه، تتعقبه بينيلوب وتواجهه بغضب. (يظهر جاك وهو يصل إلى الملعب في الخلفية). يخبرها ديزموند أنه مصمم على الفوز بسباق ويدمور ويعدها بأنه سيعود. ومع ذلك، أثناء الإبحار، يعلق ديزموند في عاصفة شديدة ويجرف إلى الجزيرة. يتم إنقاذه من قبل رجل يرتدي بدلة واقية (HAZMAT)، كلفن إنمان (كلانسي براون) (وهو أيضًا ضابط الاستخبارات الأمريكي الذي أطلق سراح سعيد في أحد الفلاشباك)، الذي يأخره إلى محطة البجعة (Swan) ويُريه فيلم التوجيه. يشرح إنمان أن الفيلم تم تحريره بواسطة ستيوارت رادزينسكي، شريكه السابق الذي زوّر حدث إغلاق وخلق خريطة غير مرئية على الأبواب المقاومة للانفجار معه، ثم انتحر. يشرح إنمان أيضًا أن الحادث كان "تسربًا" للطاقة الكهرومغناطيسية من محطة البجعة، والتي تتراكم ويجب تفريغها عن طريق الضغط على الزر ما لم يتم تفعيل آلية أمان. يعيش ديزموند مع إنمان لمدة ثلاث سنوات قبل أن يكتشف أن إنمان يخطط سرًا للهروب من الجزيرة باستخدام قارب ديزموند. يواجه ديزموند إنمان بعنف، مما يؤدي إلى مقتله عن طريق الخطأ. بعد أن كاد أن يترك عداد الوقت يصل إلى الصفر ويتسبب في "فشل النظام"، يبدأ ديزموند في الشرب ويفكر في الانتحار. لكن قبل أن يطلق النار على نفسه، يسمع جون لوك (تيري أوكوين) يطرق على باب الفتحة، فيشعل الضوء. عندها يدرك ديزموند أن هناك أملًا ويقرر ألا يقتل نفسه.

### على الجزيرة
أثناء جنازة آنا لوسيا كورتيز (ميشيل رودريغيز) وليبي، يظهر قارب في البحر. يسبح جاك، سعيد، وسوير نحو القارب ويتسلقون عليه. يتم إطلاق النار من داخل القارب عبر فتحة المدخل. بعد كسر الفتحة، يجدون ديزموند في حالة سكر وهو يقود القارب. في اليوم التالي، بعد أن يمنع مستر إيكو (أديوالي أكينوي-أغباجي) لوك من تدمير الكمبيوتر الذي يتحكم في العداد، يطلب لوك مساعدة ديزموند في ترك العداد يصل إلى الصفر. يقوم ديزموند بتعطيل الأبواب المقاومة للانفجار، مما يحبس إيكو خارج غرفة الكمبيوتر ويحبس ديزموند ولوك بداخلها. يطلب إيكو مساعدة تشارلي بيس (دومينيك موناغان). يحاول الاثنان استخدام الديناميت لتفجير الأبواب، لكن الأبواب تبقى سليمة، بينما يصاب كلاهما.
في هذه الأثناء، يناقش ديزموند ولوك هدف المحطات ويكتشفان أن ديزموند، عندما تسبب عن طريق الخطأ في "فشل النظام"، أدت القوة المغناطيسية إلى جذب رحلة أوشيانيك 815 نحو الجزيرة، مما تسبب في التحطم. يستمر لوك في الشك بأن العداد ليس له أي معنى، لكن ديزموند يؤكد له أن كل شيء حقيقي. عندما يصل العداد إلى الصفر، مما يتسبب في "فشل نظام" آخر، يسترجع ديزموند مفتاح الأمان الذي حصل عليه من إنمان ويحبو تحت الفتحة. بعد أن يدير المفتاح في مفتاح إنهاء النظام، ينتشر صوت صفير حاد وضوء بنفسجي-أبيض في جميع أنحاء الجزيرة، مما يتسبب في انحناء الناجين من رحلة أوشيانيك 815 و"الآخرين" على جانبي الجزيرة من الألم. في تلك الليلة، يكون تشارلي هو الشخص الوحيد الذي يعود من الفتحة؛ أما أماكن وجود ديزموند وإيكو ولوك فلا يتم الكشف عنها. يعيد تشارلي التواصل مع كلير ليتلتون (إيميلي دي رافين)، ويقبلان بعضهما بينما يجلسان مع بقية الناجين من الطائرة.

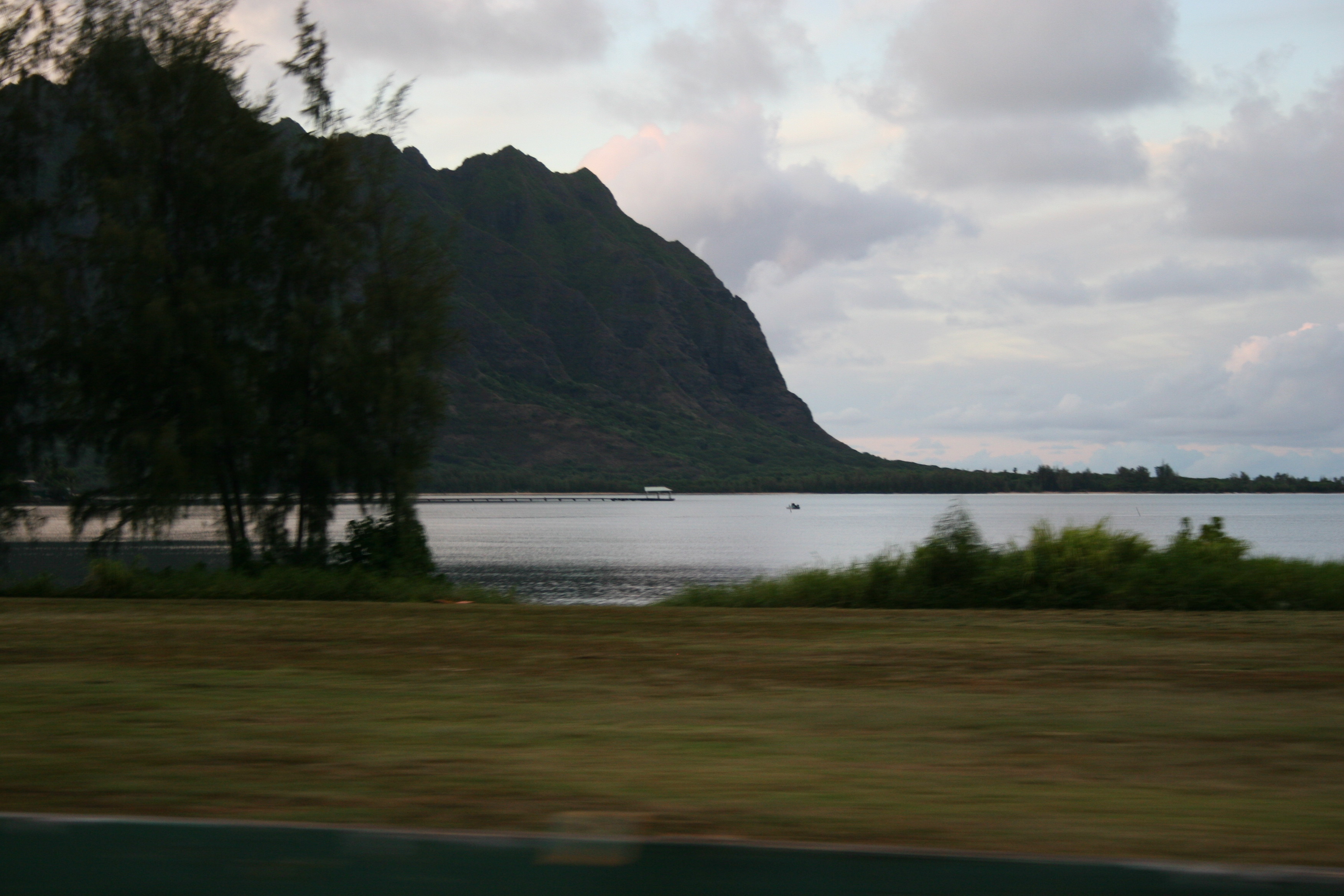
رصيف محلي في هاواي، كما ظهر في "نعيش معًا، نموت وحدنا".

ينقسم الناجون إلى مجموعتين للتوجه إلى معسكر "الآخرين". مايكل داوسون (هارولد بيرينو)، جاك شيبارد (ماثيو فوكس)، كيت أوستن (إيفانجلين ليلي)، جيمس "سوير" فورد (جوش هولواي)، وهوغو "هيرلي" رييس (خورخي غارسيا) يسيرون على الأرض إلى المعسكر، ويحملون معهم الأسلحة والذخيرة. وفي الوقت نفسه، يخطط سعيد جراح (نافين أندروز)، صن-هوا كوون (يونجين كيم)، وجين-سو كوون (دانيال داي كيم) لاستخدام قارب ديزموند الشراعي للذهاب عبر البحر. يخطط سعيد لاستخدام الدخان الأسود كإشارة، قائلاً: "هذه المرة، سيعلمون أننا قادمون"، في إشارة إلى الهجمات في الحلقة النهائية للموسم الأول. عندما يصل القارب إلى معسكر "الآخرين"، يجد سعيد المكان مهجورًا. وفي الوقت نفسه، يخوض مايكل، جاك، سوير، هيرلي، وكيت معركة بالأسلحة النارية مع بعض "الآخرين" الذين كانوا يتبعونهم، ويقتل سوير أحدهم. يواجه جاك مايكل بشأن قيادتهم إلى فخ، ويعترف مايكل بقتله لـ آنا لوسيا وليبي. يدركون أن مايكل قد قادهم إلى موقع غير الشاطئ، مما أفسد خطتهم السابقة للقاء سعيد. هناك، يرون كومة كبيرة من الأنابيب الهوائية، مما يشير إلى أن التقارير التي أُرسلت من محطة المراقبة التي تم اكتشافها في حلقة "؟" لم تُقرأ أبدًا. بعد وقت قصير من اكتشاف كومة الأنابيب، يسمعون همسات، وفجأة يتم إصابة سوير، كيت، وجاك بسهام كهربائية. يتم نقل الرهائن، المقيدين ومكممي الأفواه، إلى رصيف بحري، حيث يبدو أن "الآخرين" يقودهم هنري غيل (مايكل إيمرسون). يفي غيل بوعده لمايكل، ويعيد ابنه والت لويد (مالكولم ديفيد كيلي) إليه، ويعطيهما قارب صيد قديم مع تعليمات بالإبحار باتجاه 325 درجة حتى يتم إنقاذهما. يهدد مايكل هنري بأنه يمكنه إخبار العالم الخارجي بموقع الجزيرة. يرد هنري قائلاً إن ذلك لن يهم لأنهم لن يتمكنوا من العثور على الجزيرة إذا عادوا. كما يوجه تهديدًا مضادًا لمايكل: إذا أخبر الناس بموقع الجزيرة، فسيعلمون ما فعله لاستعادة ابنه. يقبل مايكل على مضض لكنه يسأل من هم هنري وأنصاره، فيرد هنري: "نحن الأخيار، مايكل". يستخدم مايكل القارب للإبحار به وابنه والت بعيدًا عن الجزيرة. يتم إطلاق سراح هيرلي وإرساله إلى الناجين الآخرين مع رسالة مفادها أن عليهم الابتعاد عن جزء "الآخرين" من الجزيرة. بينما يتم إطلاق سراح هيرلي، يتم أخذ الرهائن الثلاثة الآخرين بعيدًا.

### خاتمة الحلقة
تنتقل المشهد إلى محطة أبحاث ضيقة في مكان بعيد عن الجزيرة، في مناخ قطبي؛ رجلان يتحدثان البرتغالية ويقومان بلعب الشطرنج، يتم مقاطعتهما بإنذار على شاشة تعرض الرسالة: ">/ 7418880 تم اكتشاف شذوذ كهرومغناطيسي" (الرقم 7,418,880 هو حاصل ضرب الأرقام 4، 8، 15، 16، 23، و42). يقوم أحد الرجال بإجراء مكالمة هاتفية مذعورة توقظ بينيلوب في منتصف الليل، قائلاً لها: "أعتقد أننا وجدناه."

## الإنتاج

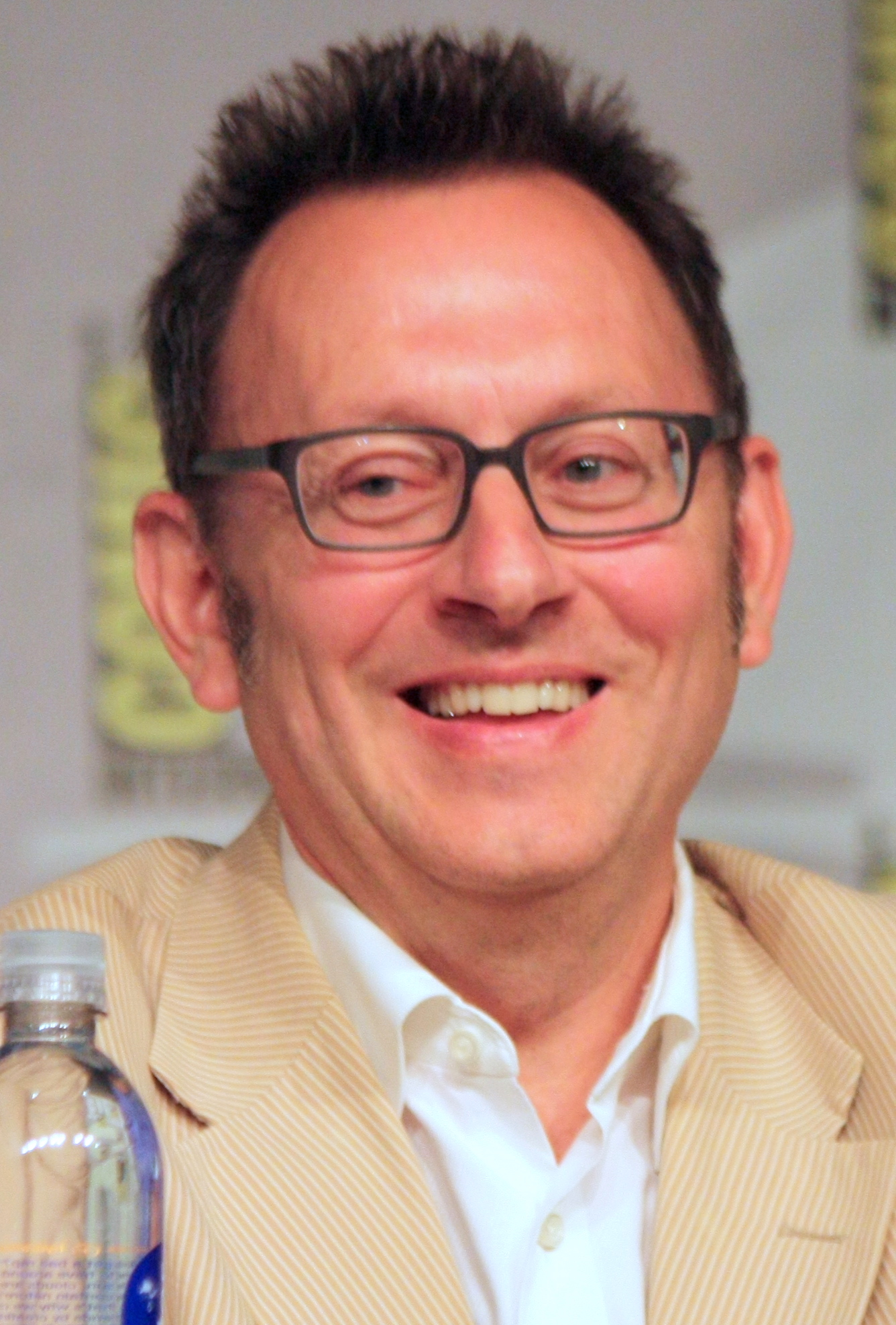
تم اختيار مايكل إيمرسون في الأصل للظهور في ثلاث حلقات، لكن تم تمديد عقده لخمس حلقات إضافية.

"نعيش معًا، نموت وحدنا" هي الحلقة الثالثة عشرة في المسلسل التي أخرجها جاك بيندر. كُتبت الحلقة بواسطة دامون ليندلوف وكارلتون كايس، وهي الحلقة التاسعة التي كتبها الاثنان معًا.
نظرًا لأن الحلقة استمرت لمدة ساعتين، استغرق تصوير "نعيش معًا، نموت وحدنا" وقتًا أطول من معظم الحلقات. تم تصويرها في 17 يومًا بواسطة طاقمين منفصلين. كان لا بد من تقصير أو حذف عدة مشاهد بسبب قيود الوقت. أحد المشاهد التي تم حذفها كان: بعد الكشف عن أن مايكل كان خائنًا، أراد سوير العودة إلى المعسكر لأنه اعتقد أنه من الغباء الاستمرار في اتباع شخص كذب عليهم. في الماضي، واجه مسلسل "لوست" مشكلة تسريب الحبكات من موقع التصوير، لذلك اتخذ طاقم العمل خطوات إضافية خلال إنتاج هذه الحلقة لضمان سرية المشاهد المحورية. تذكر أليكس بيتروفيتش، الذي لعب دور هنريك، أنه أثناء اختبار الأداء، تم تغيير "الأسماء والأماكن والظروف" الخاصة بمشهده حتى لا يتمكن أي شخص من ربط المشهد بالمسلسل. حتى أعضاء فريق التمثيل الآخرين لم يتم إخبارهم بمشهد بيتروفيتش. كما استخدم الطاقم اسمًا رمزيًا للمشهد الأخير، وهو "تشالاه"، بدلاً من الإشارة إلى أي شيء في المشهد لمنع تسريب الحبكة. ومع ذلك، لم تكن محاولات إخفاء مشاهد الفلاشباك ناجحة تمامًا، حيث تم تسريب ورقة تفاصيل الحبكة الكاملة لفلاشباك ديزموند بواسطة أحد معجبي المسلسل، رايان أوزاوا، قبل شهر من بث الحلقة. في هذه الحلقة، يتم الكشف عن أن هنري غيل هو في الواقع زعيم "الآخرين".

## الإستقبال
حصلت الحلقة على تقييم 7.6 في فئة الأعمار 18-49 وفقًا لتقييمات نيلسن. وشاهد الحلقة 17.84 مليون مشاهد.
لاقت الحلقة استحسانًا عامًا. أشاد إيريك غولدمان من موقع IGN بأداء هنري إيان كوسيك (ديزموند هيوم)، واصفًا إياه بأنه "أداء محبب ومتعاطف". وأضاف غولدمان أن الحلقة كانت "ختامية أفضل بكثير من الموسم الماضي"، وأنها احتوت على "واحد من أكثر الفلاشباك إثارة للاهتمام في الموسم بأكمله". وصف الكاتب سكوت براون من مجلة إنترتينمنت ويكلي تجربة مشاهدته للحلقة قائلًا: "كنت متحمسًا، ثم محبطًا، ثم سعيدًا، وفي النهاية شعرت... بالخدر نوعًا ما." انتقد براون طريقة رد فعل تشارلي على انفجار الفتحة، معتبرًا أن الكُتاب كانوا يحاولون "جعلنا نكره تشارلي".
أطلق فريق Deathcore، Veil of Maya، أغنية بعنوان "Namaste"، تحتوي على كلمات تشير إلى الحلقة: "نعيش معًا، نموت وحدنا". كما أن أجزاء الأغنية مكتوبة باستخدام الأرقام الأسطورية للمسلسل (4، 8، 15، 16، 23، 42).